# هرار
هرّار كلب صغير إلى متوسط الحجم من كلاب الصيد، يستخدم في اقتفاء أثر وصيد القواع، يشبه في شكله شكل الكلاب التي تصيد الثعالب لكنه أصغر حجماً، وليس بصغر البيغل.